# Piso Ni Datu
Das Piso Ni Datu ist ein Messer aus Sumatra.

## Beschreibung
Das Piso ni Datu hat eine gerade, schmale oder bauchige, spitz zulaufende Klinge. Die Klinge gibt es in verschiedenen Versionen:
- Die Klinge wird vom Heft zum Ort breiter. Der Klingenrücken ist gerade, die Schneide verläuft s-förmig. Im Ortbereich ist die Klinge leicht bauchig. Der Ort ist spitz gearbeitet.
- Die Klinge wird vom Heft zum Ort kurz nach der Angel breiter und läuft dann spitz und keilförmig zum Ort.
- Die Klinge wird vom Heft zum Ort kurz hinter der Angel breiter, um dann gebogen zum Ort zu laufen.

Das Heft besteht aus Holz oder Horn und hat kein Parier. Zwischen Heft und Klinge ist eine metallene Zwinge angebracht, die zur besseren Befestigung von Klinge und Heft dient. Das Heft ist meist mit kunstvollen, figürlichen Darstellungen geschnitzt und ist leicht zur Klingenrückenseite hin abgebogen. Die Scheiden bestehen in der Regel aus Holz. Sie sind am Ortbereich leicht angebogen. Der Scheidenmund ist mit einer Pferde- oder mythologischen Tierfigur verziert. Wenn man den Piso Ni Datu in der Scheide trägt erweckt die Figur am Heft der Waffe den Anschein als sitze sie auf dem geschnitzten Tier am Scheidenmund. Der Piso Ni Datu wird von Ethnien in Sumatra benutzt.